# Półbrat
Półbrat (norw. Halvbroren) – norweska powieść psychologiczna autorstwa Larsa Saabye Christensena wydana w 2001. Pierwsze polskie wydanie ukazało się w 2004 w tłumaczeniu Iwony Zimnickiej.
Powieść traktuje o losach czterech pokoleń norweskiej rodziny, która zamieszkuje przedmieścia Oslo. Jest również historią skrywanych tajemnic i ułomności. Głównym bohaterem jest chłopiec imieniem Barnum, którego dzieciństwo nie jest szczęśliwe z uwagi na jego niski wzrost i związane z tym szykany rówieśników. Jego przyrodni brat pochodzi z gwałtu, pradziadek zginął eksplorując Grenlandię, a ojciec snuje smutne opowieści o swojej cyrkowej przeszłości. Jedna z postaci, Vivian urodziła się w wyniku wypadku samochodowego, na ulicy. Według Anny Dziewit powieść jest studiami wyższymi nad patologią więzi. Dzieciństwo nie jest tutaj krainą szczęścia, ale okresem poruszania się w rozdygotanym i niepewnym świecie.
Powieść otrzymała Brage Prize w kategorii "beletrystyka dla dorosłych", a także Nagrodę Norweskich Księgarzy dla najlepszej książki roku.